# Lexus LC
El Lexus LC (レクサス・LC, Rekusasu LC) es un gran turismo fabricado por Lexus, una división de lujo de Toyota. Basado en el prototipo LF-LC de 2012, se presentó en el Salón del Automóvil Internacional de Norteamérica de 2016 en Detroit. Reemplazó al Lexus SC, producido entre 1991 y 2010. El LC es el primer modelo de Lexus que utiliza la plataforma GA-L, que, junto con otros componentes, comparte con el Lexus LS de la serie XF50. Según Lexus, el nombre "LC" significa "Luxury Coupe" (Cupé de Lujo).

## Historia

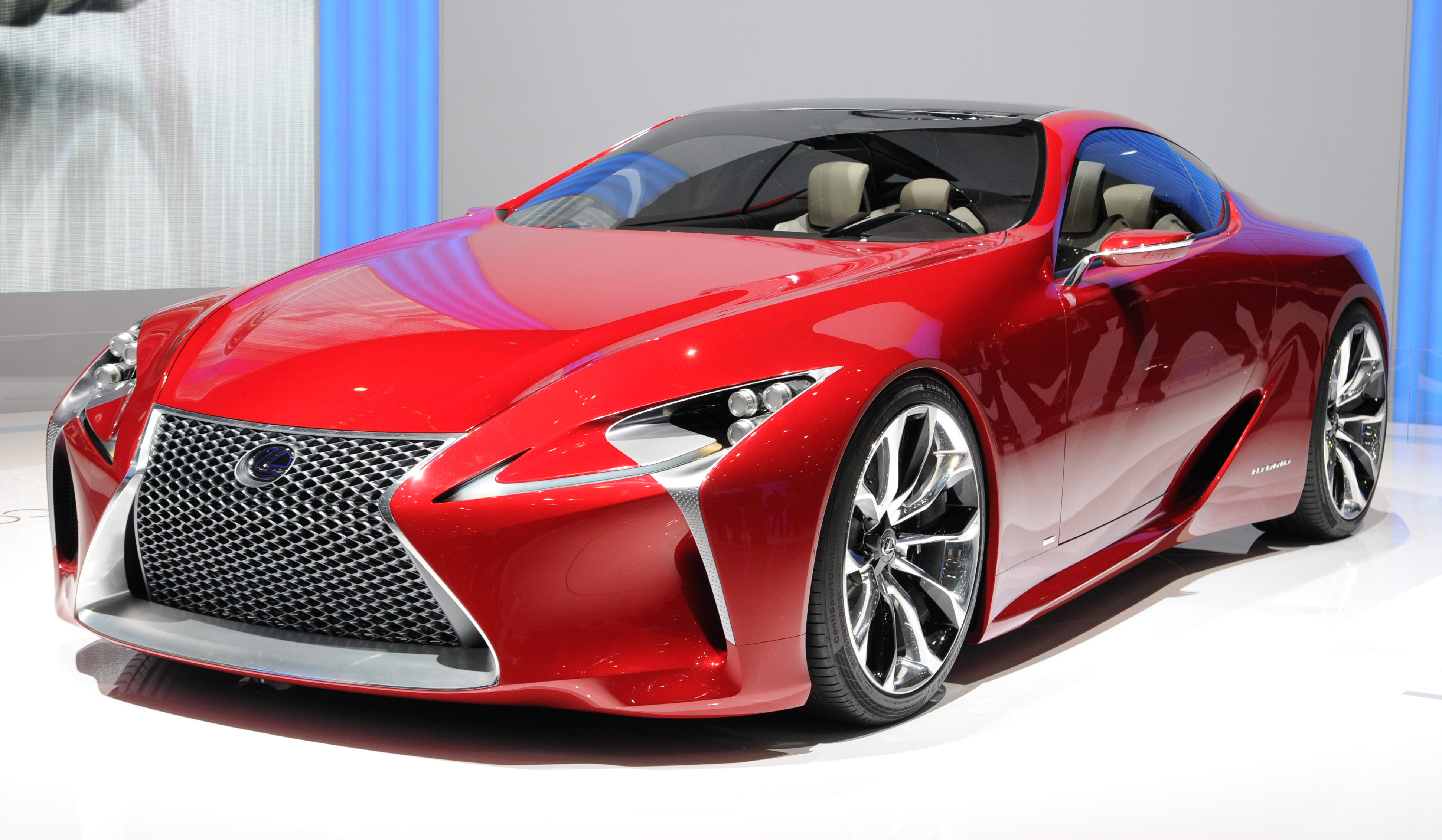
Lexus LF-LC Concept (2012).

El LC se desarrolló bajo el nombre en clave del programa "950A" de 2011 a 2016. Se presentó con el prototipo LF-LC, diseñado en Calty Design Research en Newport Beach, California. El prototipo se presentó en el Salón del Automóvil de Detroit de 2012. El trabajo de diseño se transfirió posteriormente de Calty al Centro Técnico de Toyota en Aichi, Japón, en enero de 2013, y la producción final se congeló en el primer semestre de 2014.
Comparte el mismo motor V8 2UR-GSE de 5.0 litros con el RC F y el GS F con una potencia ligeramente aumentada a 351 kW; 471 hp; 478 PS. Con una transmisión automática de 10 velocidades.
El LC se fabrica en la planta de Toyota en Motomachi, la misma planta que produjo el LFA. La fábrica se reconfiguró para la producción del LC, lo que incluyó el acabado blanco de todo el interior. Muchos de los maestros artesanos "Takumi" que construyeron el LFA continúan trabajando en diferentes áreas del LC, incluyendo piezas de fibra de carbono, marroquinería y pintura. La producción en serie comenzó en marzo de 2017, y el primer ejemplar se completó el 23 de abril de 2017.